# 기오르기 바자가슈빌리
기오르기 무라지스 제 바자가슈빌리(조지아어: გიორგი მურაზის ძე ვაზაგაშვილი, 1974년 4월 19일~)는 조지아의 전직 유도 선수이다. 2000년 하계 올림픽에서 남자 유도 하프라이트급 동메달을 획득했으며 세계 선수권 대회에서 은메달 1개, 동메달 1개를 획득했다.